# Lamium bifidum
Lamium bifidum là một loài thực vật có hoa trong họ Hoa môi. Loài này được Cirillo mô tả khoa học đầu tiên năm 1788.